# سان خوان دل المو
سان خوان دل اولمو دهستانی در استان آبیلای اسپانیا است.
در این دهستان ۱۶۸ نفر زندگی می‌کنند. مساحت این دهستان ۳۰٫۴۱ کیلومتر مربع است.